# Monte Tomanivi
El monte Tomanivi (antiguamente denominado monte Victoria) es la más alta montaña de Fiyi. Se encuentra en la isla de Viti Levu y pertenece a la cadena que divide de norte a sur la isla. Tiene una altura de 1324 m s. n. m. Los principales ríos con nacimiento en su área central son el Rewa, el Navua, el Sigatoka y el Ba.